# Groß Disnack
Groß Disnack là một đô thị thuộc huyện Lauenburg, trong bang Schleswig-Holstein, nước Đức. Đô thị Groß Disnack có diện tích 5,99 km², dân số thời điểm 31 tháng 12 năm 2006 là 85 người.